# Commersonia
Genre
Classification phylogénétique
Commersonia est un genre de plantes à fleurs de la famille des Malvacées qui comprend 14 espèces d'arbres australiens. Douze espèces sont endémiques de l'Australie tandis que les deux autres se rencontrent aussi en Asie du Sud-Est et dans l'ouest de l'Océanie.

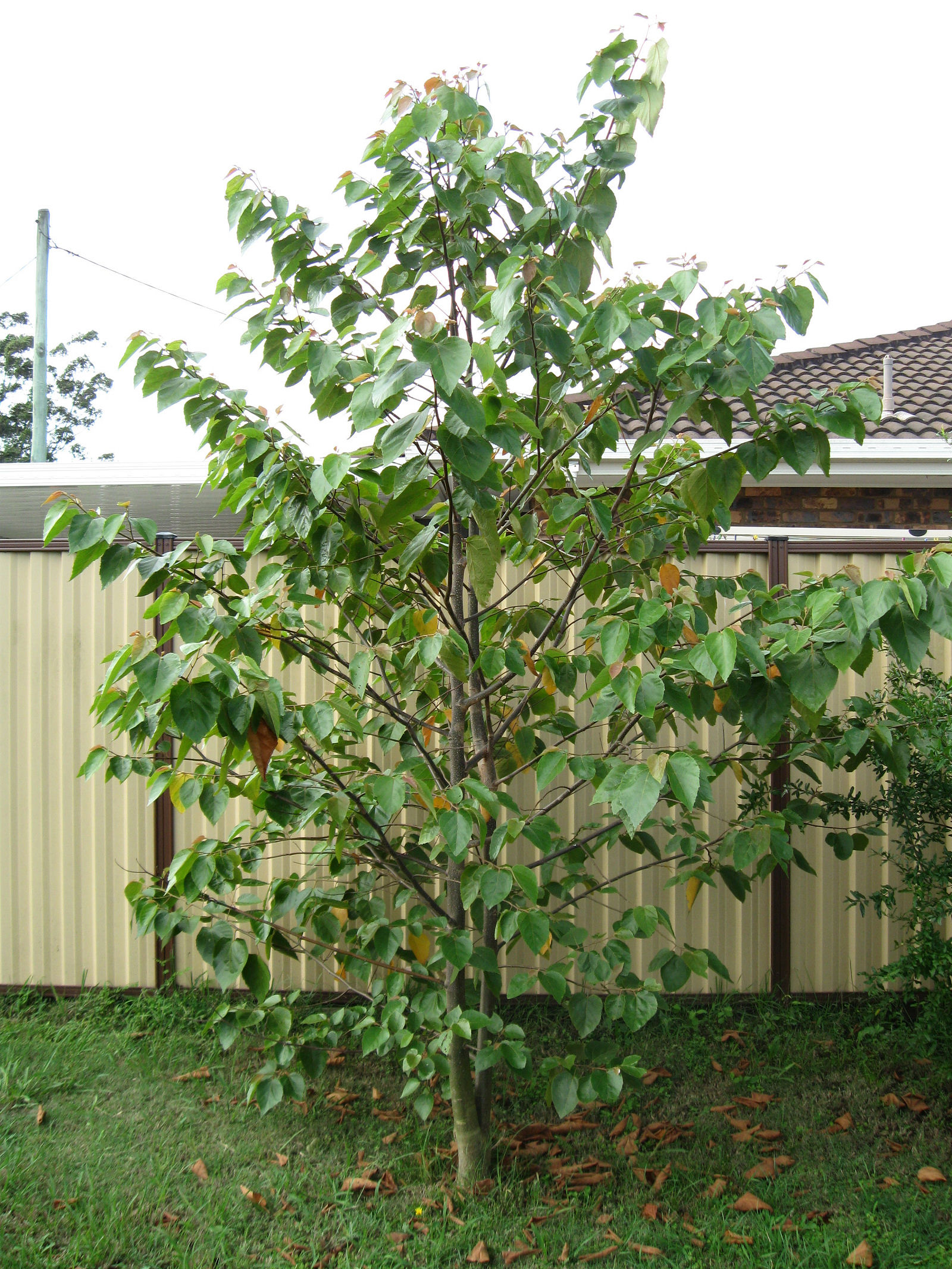
Commersonia bartramia, même spécimen que dans le tableau, photographié trois ans plus tard

Le genre doit son nom à Philibert Commerson (1727-73) un médecin et naturaliste français qui a été le botaniste du voyage autour du monde de 1766 à 1769 de Bougainville.
L'espèce la plus communément cultivée, C. bartramia a été nommée en l'honneur de John Bartram. Elle est aussi connue sous le nom vernaculaire de kurrajong brun ou kurrajong de Noël en raison de son époque de floraison. C'est une plante répandue dans les jardins du nord de la Nouvelle-Galles du Sud et du sud est du Queensland, qui peut atteindre 25 mètres de haut avec un tronc de 50 centimètres de circonférence. Il pousse en lisière des forêts humides, souvent comme rejet après des coupes. Il possède un feuillage en nappes horizontales très caractéristique. Sa distribution géographique s'étend de la rivière Bellinger, au nord de la Nouvelle-Galles du Sud, au Cap York et à la Malaisie. L'écorce fibreuse était utilisée par les aborigènes pour confectionner des filets qu'ils utilisaient pour capturer kangourous et poissons 
La plupart des espèces de Commersonia ont des feuilles en forme de cœur.

## Espèces
- Commersonia argentea
- Commersonia aspera
- Commersonia bartramia
- Commersonia cinerea
- Commersonia echinata
- Commersonia fraseri
- Commersonia gaudichaudi
- Commersonia rosea

## Galerie

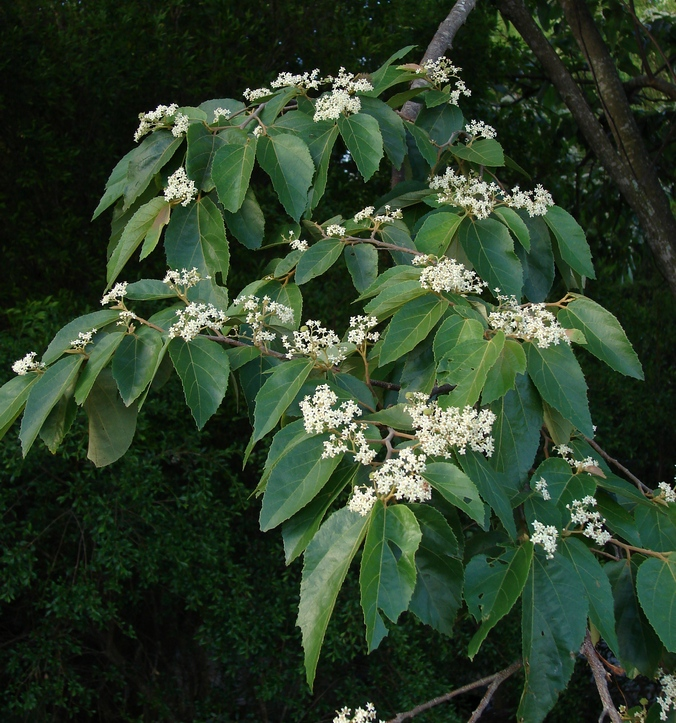
Feuilles et fleurs de Commersonia bartramia
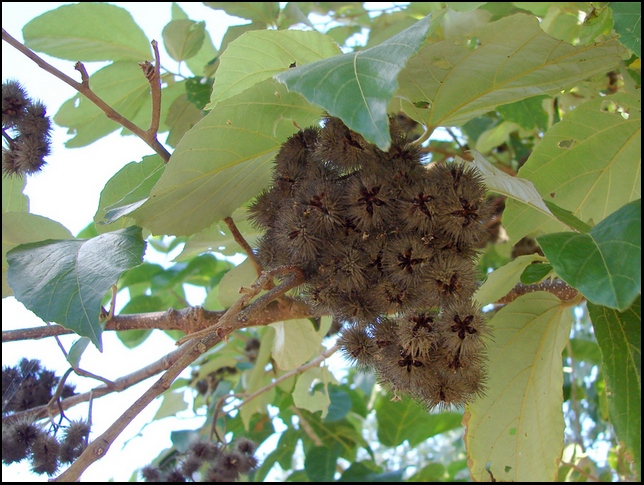
Fruits de Commersonia bartramia

## Source
- (en) Cet article est partiellement ou en totalité issu de l’article de Wikipédia en anglais intitulé « Commersonia » (voir la liste des auteurs).